# Кренцлин, Фриц
Фридрих (Фриц) Вильгельм Людвиг Кренцлин (нем. Friedrich Wilhelm Ludwig Kraenzlin или нем. Fritz Wilhelm Ludwig Kraenzlin, 1847 — 1934) — немецкий ботаник.

## Биография
Фриц Вильгельм Людвиг Кренцлин родился 25 июля 1847 года в городе Магдебург.
В 1891 году Кренцлин стал доктором философии Берлинского университета. Он внёс значительный вклад в ботанику, описав множество видов семенных растений. Фридрих Вильгельм Людвиг Кренцлин был сотрудником Музея естествознания Лондона.
Фридрих Вильгельм Людвиг Кренцлин умер 9 марта 1934 года.

## Научная деятельность
Фридрих Вильгельм Людвиг Кренцлин специализировался на семенных растениях.

## Публикации
- Pfitzer, Ernst Hugo Heinrich; Kraenzlin, Friedrich Wilhelm Ludwig (1907) (PDF). Orchidaceae Monandrae — Coelogyninae[5]. Retrieved 2008-05-12. «Courtesy of the Botanical Garden Real, Spain — Digital Library».
- Pfitzer, Ernst Hugo Heinrich; Kraenzlin, Friedrich Wilhelm Ludwig (1907) (PDF). Orchidaceae Monandrae — Thelasinae[6]. Retrieved 2008-05-12. «Courtesy of the Botanical Garden Real, Spain — Digital Library».
- Kraenzlin Friedrich Wilhelm Ludwig Das Pflanzenreich. Regni vegetabilis conspectus. Im Auftrage der Preuss. Akademie der Wissenschaften / herausgegeben von A. Engler; [Heft 83] IV. 50. Orchidaceae-Monandrae-Pseudomonopodiales mit 101 Einzelbildern in 5 Figuren / von Fr. Kränzlin. — Leipzig: Verlag von Wilhelm Engelmann (Druck von Breitkopf & Härtel in Leipzig).